# Frederico I de Montefeltro
Frederico I de Montefeltro (... – 1322) foi um político e condotiero italiano, conde de Urbino e senhor de Cagli, Fano e Pisa.
Era filho primogênito de Guido e de Manentessa de Ghiaggiolo, e pai de Nolfo, Nicolau e Guido.
Fez parte da facção dos gibelinos que lutaram contra Perúgia em 1300, a batalha aconteceu em Gubbio, e dela participaram também o primo de Federico, Galasso da Montefeltro, Uberto Malatesta e o condotiero Uguccione della Faggiola.
Em 1302, tornou-se podestà de Arezzo. Em 1303 lutou contra os guelfos de Florença e Siena, derrotados em Cennina em Bucine. Posteriormente, lutou contra os guelfos de Perugia, liderados por Cante Gabrielli.
Em 1305 Federico lutou em apoio ao cardeal Napoleone Orsini Frangipani contra Pandolfo I Malatesta, e no mesmo ano, com seu primo Speranza da Montefeltro formaram uma aliança militar chamada Lega degli amici della Marca (Liga dos amigos de Marca), na qual fizeram parte várias comunas marquesãs. Em 1307 ele derrotou os Malatesta em Marcas e Romanha.
Em 1309 foi nomeado podestà de Pisa, e assumiu o comando da Liga dos amigos de Marcas, liderou aqueles que lutaram e conquistaram Ancona. Graças a esse sucesso militar, em 1310 foi nomeado capitão-general do contingente militar italiano do exército imperial do Imperador Henrique VII. À frente das forças imperiais travou uma guerra contra os florentinos em Toscana, devastando muitas áreas e, em seguida, em Úmbria contra Città di Castello.
Envolveu-se em guerra com o papa e membros da família Malatesta em 1317, dos quais tomou várias comunas como Urbino, Recanati e Fano. Também nos anos sucessivos perseguiu os guelfos de diferentes cidades da Úmbria, como Spoleto, Nocera Umbra, onde resgatou os gibelinos locais.
Em 1320 esteve a serviço do bispo de Arezzo, Guido Tarlati, para lutar contra Ancona.
Retornou a Urbino em 1322. Lá, uma revolta popular eclodiu contra os Montefeltro, atacado em sua fortaleza pelos habitantes locais e as forças inimigas. Federico rendeu-se junto com seu filho, Guido, ambos se apresentaram às pessoas, as quais pediram misericórdia, com a corda no pescoço. Os habitantes, em 26 de abril daquele ano, mataram os dois.